# Sprichcode
sprichcode ist ein österreichischer Wettbewerb für deutschsprachige Literatur und für Fotografie.
Gegründet wurde der Wettbewerb für 14- bis 25-Jährige 2001 von der Stadtgemeinde Leonding und von Leopold Kislinger, Dozent an der Kunstuniversität Linz. Der Preis wird alle zwei Jahre ausgelobt. Die Juroren für die Sparte Literatur sind derzeit Karin Fleischanderl und Gustav Ernst, für die Sparte Fotografie Gabriele Rothemann und Margret Weber-Unger.
Mit 6.400 eingesendeten Texten ist sprichcode der größte zurzeit ausgetragene Jugend-Literaturwettbewerb im deutschen Sprachraum.

## Preise
Insgesamt werden bei jedem Durchgang Preisgelder von 6.000 Euro vergeben. Die ersten Plätze im Literaturbewerb sind jeweils mit 1.000 Euro dotiert. Die Medienkooperationspartner, die Oberösterreichischen Nachrichten und der ORF Radio OÖ, sowie die Arbeiterkammer OÖ vergeben jeweils eigene Auszeichnungen.

## Teilnehmer
| Jahr      | Teilnehmer | Teilnehmer Literatur | Teilnehmer Fotografie | Beiträge Literatur | Beiträge Fotografie |
| --------- | ---------- | -------------------- | --------------------- | ------------------ | ------------------- |
| 2011/2012 | 836        | 386                  | 560                   | 1163               | 7037                |
| 2009/2010 | 1085       |                      |                       | 1455               | 6308                |
| 2007/2008 | 905        |                      |                       | 1428               | 5011                |
| 2003/2004 | 269        |                      |                       | 636                | 411                 |

### Preisträger
| 2001/2002 | Literatur             |
| --------- | --------------------- |
| 1. Platz  | Antonia Rahofer       |
| 2. Platz  | Heiko C. Schicklbauer |
| 3. Platz  | Marlen Kelnreiter     |

| 2003/2004 | Literatur          | Fotografie         |
| --------- | ------------------ | ------------------ |
| 1. Platz  | Barbara Ratzenböck | Iris Hable         |
| 2. Platz  | Rudi jun. Stüger   | Silke Traunfellner |
| 3. Platz  | Dominik Gohla      | Miriam Ebner       |

| 2005/2006 | Literatur         | Fotografie         |
| --------- | ----------------- | ------------------ |
| 1. Platz  | Johanna Dellinger | Teresa Fellinger   |
| 2. Platz  | Marielis Beham    | Christoph Filnkößl |
| 3. Platz  | Florian Kobler    | Josef Kemetmüller  |

| 2007/2008 | Literatur       | Fotografie               |
| --------- | --------------- | ------------------------ |
| 1. Platz  | Irene Diwiak    | Sarah Jonas              |
| 2. Platz  | Nina-Lucia Groß | David Aaron Wittinghofer |
| 3. Platz  | Marielis Beham  | Valentina Dellinger      |

| 2009/2010 | Literatur          | Fotografie          |
| --------- | ------------------ | ------------------- |
| 1. Platz  | Nadja Spiegel      | Valentin Postlmayr  |
| 2. Platz  | Sophie Plappert    | Nathalie Posch      |
| 3. Platz  | Magdalena Leichter | Anna Sophia Rußmann |

| 2011/2012 | Literatur       | Fotografie                      |
| --------- | --------------- | ------------------------------- |
| 1. Platz  | Linda Achberger | Katharina Perschl               |
| 2. Platz  | Eva Stadlbauer  | Alina Bittner & Patricia Heigl  |
| 3. Platz  | Iris Zechner    | Anna Niederleitner & Lisa Völtl |